# Реалното
Реалното е категория, част от психоанализата на Жак Лакан. Според него то се определя като същност само във връзка със Символичното и Въображаемото. Тази категория не само противостои на Въображаемото, но също разположена отвъд Символичното. За разлика от последното, което е определяемо в термини на опозиции като „налично“ и „отсъстващо“, то в Реалното няма „отсъстващо“. Опозицията на Символичното между „налично“ и „отсътващо“ загатва за възможността, че нещо може да изчезне от него, то при реалното винаги си е на своето място.